# Philippe Lemaire
Philippe Lemaire (Moussy-le-Neuf, 14 marzo 1927 – Parigi, 15 marzo 2004) è stato un attore francese.

## Biografia
Philippe Lemaire nacque a Moussy-le-Neuf il 14 marzo 1927. Suo padre, un ufficiale di marina, morì quando lui aveva appena due anni e quando ne aveva nove Philippe perse anche la madre. Venne cresciuto da una sorellastra che aveva l'età di sua madre, che lo mise in collegio. Inizialmente tentato dalla carriera di marinaio, dopo aver lavorato come comparsa e modello, si iscrisse al Cours Simon.
Esordì come attore nel 1946, nel film Roger la Honte.
Negli anni '60 si specializzò in film di cappa e spada e reciterà in almeno cinque film sotto la direzione di Bernard Borderie, di cui due nella serie di Angelica con Michèle Mercier.
Il 15 marzo 2004, il giorno dopo il suo settantasettesimo compleanno, si suicidò gettandosi sotto un mezzo della metropolitana di Parigi.

## Vita privata
Lemaire ebbe tre mogli. Dal 1949 al 1951 fu sposato con Nicole Pinton. Il 25 giugno 1953 sposò la cantante Juliette Gréco dalla quale ebbe una figlia, Laurence-Marie Lemaire. La coppia divorziò il 27 giugno 1956. Nel 1959 Lemaire si risposò con Claude Bouton, dalla quale divorziò nel 1980.
Nel 1956 ebbe una relazione con l'attrice Jeanne Moreau.

## Filmografia

### Cinema
- Roger la Honte, regia di André Cayatte (1946)
- Spade al vento (Le capitan), regia di Robert Vernay (1946)
- Étoile sans lumière, regia di Marcel Blistène (1946) - non accreditato
- La collana della regina (L'affaire du collier de la reine), regia di Marcel L'Herbier (1946) - non accreditato
- L'eterno conflitto (Éternel conflit), regia di Georges Lampin (1948)
- Gli anni più belli (Les amoureux sont seuls au monde), regia di Henri Decoin (1948)
- Con gli occhi del ricordo (Aux yeux du souvenir), regia di Jean Delannoy (1948) - non accreditato
- Scandale, regia di René Le Hénaff (1948)
- Gli amanti di Verona (Les amants de Vérone), regia di André Cayatte (1949)
- Bonheur en location, regia di Jean Wall (1949)
- Nous irons à Paris, regia di Jean Boyer (1950)
- Taxi di notte, regia di Carmine Gallone (1950)
- La portatrice di pane, regia di Maurice Cloche (1950)
- Mon ami le cambrioleur, regia di Henri Lepage (1950)
- Maria Chapdelaine, regia di Marc Allégret (1950)
- Ils ont vingt ans, regia di René Delacroix (1950)
- Il Cristo proibito, regia di Curzio Malaparte (1951)
- Sedotta (Le vrai coupable), regia di Pierre Thévenard (1951)
- Nous irons à Monte Carlo, regia di Jean Boyer (1951)
- Hanno ucciso un fuorilegge (Mammy), regia di Jean Stelli (1951)
- L'amour toujours l'amour, regia di Maurice de Canonge (1952)
- Cent francs par seconde, regia di Jean Boyer (1952)
- Minuit... Quai de Bercy, regia di Christian Stengel (1953)
- Labbra proibite (Quand tu liras cette lettre...), regia di Jean-Pierre Melville (1953)
- Saluti e baci, regia di Maurice Labro e Giorgio Simonelli (1953)
- Vacanze a Montecarlo (Monte Carlo Baby), regia di Jean Boyer e Lester Fuller (1953)
- Rabbia in corpo (La rage au corps), regia di Ralph Habib (1954)
- C'est la vie parisienne, regia di Alfred Rode (1954)
- Marchandes d'illusions, regia di Raoul André (1954)
- Il fuoco sotto la pelle (Le feu dans la peau), regia di Marcel Blistène (1954)
- Les clandestines, regia di Raoul André (1954)
- Il caffè del porto (Le tournant dangereux), regia di Robert Bibal (1954)
- Frou-Frou, regia di Augusto Genina (1955)
- M'sieur la Caille, regia di André Pergament (1955)
- Tam tam mayumbe, regia di Gian Gaspare Napolitano e Folco Quilici (1955)
- Les mauvaises rencontres, regia di Alexandre Astruc (1955)
- La ironía del dinero, regia di Edgar Neville e Guy Lefranc (1957)
- I truffatori (L'étrange Monsieur Steve), regia di Raymond Bailly (1957)
- C'est une fille de Paname, regia di Henri Lepage (1957)
- Teste calde (Le désir mène les hommes), regia di Émile Roussel (1957)
- A Parigi in vacanza (Mon coquin de père), regia di Georges Lacombe (1958)
- Cita imposible, regia di Antonio Santillán (1958)
- Quai du Point-du-Jour, regia di Jean Faurez (1960)
- Un cadavere in fuga (Dans l'eau... qui fait des bulles!...), regia di Maurice Delbez (1961)
- Cartouche, regia di Philippe de Broca (1962)
- Les filles de La Rochelle, regia di Bernard Deflandre (1962)
- Il guascone (Le chevalier de Pardaillan), regia di Bernard Borderie (1962)
- L'uomo dalla maschera di ferro (Le masque de fer), regia di Henri Decoin (1962)
- Il vizio e la virtu (Le vice et la vertu), regia di Roger Vadim (1963)
- La furia degli uomini (Germinal), regia di Yves Allégret (1963)
- L'agente federale Lemmy Caution (À toi de faire... mignonne), regia di Bernard Borderie (1963)
- La sfida viene da Bangkok (Die Diamantenhölle am Mekong), regia di Gianfranco Parolini (1964)
- Le armi della vendetta (Hardi Pardaillan!), regia di Bernard Borderie (1964)
- Da 077: criminali a Hong Kong (Weiße Fracht für Hongkong), regia di Helmuth Ashley e Giorgio Stegani (1964)
- Alla conquista dell'Arkansas (Die Goldsucher von Arkansas), regia di Paul Martin (1964)
- Angelica ( Angélique, Marquise des Anges), regia di Bernard Borderie (1964)
- Il segreto del vestito rosso, regia di Silvio Amadio (1965)
- La dame de pique, regia di Léonard Keigel (1965)
- La meravigliosa Angelica (Angélique et le roy), regia di Bernard Borderie (1966)
- Operazione 3 gatti gialli (Kommissar X - Drei gelbe Katzen), regia di Rudolf Zehetgruber e Gianfranco Parolini (1966)
- Pattuglia anti gang (Brigade antigangs), regia di Bernard Borderie (1966)
- La primula rosa (Sept hommes et une garce), regia di Bernard Borderie (1967)
- La morbida pelle della dolce Susanna (La nuit la plus chaude), regia di Max Pécas (1968)
- Tre passi nel delirio (Histoires extraordinaires), regia di Federico Fellini, Louis Malle e Roger Vadim (1968)
- Tre gocce di sangue per una rosa (La rose écorchée), regia di Claude Mulot (1970)
- Al otro lado del espejo, regia di Jesús Franco (1973)
- Collage (Le diable au coeur), regia di Bernard Queysanne (1976)
- L'amante tascabile (L'amant de poche), regia di Bernard Queysanne (1978)
- L'ange gardien, regia di Jacques Fournier (1978)
- Ars Amandi - L'arte di amare (Ars Amandi), regia di Walerian Borowczyk (1983)
- Claretta, regia di Pasquale Squitieri (1984)
- La Medusa (L'année des méduses), regia di Christopher Frank (1984)
- La vera storia della rivoluzione francese (Liberté, égalité, choucroute), regia di Jean Yanne (1985)
- Il pentito, regia di Pasquale Squitieri (1985)
- Oppressions, regia di Jean Cauchy (1989)
- Ciudad Baja (Downtown Heat), regia di Jesús Franco (1994)
- Gomez & Tavarès, regia di Gilles Paquet-Brenner (2003)
- Mariage mixte, regia di Alexandre Arcady (2004)
- Arsenio Lupin (Arsène Lupin), regia di Jean-Paul Salomé (2004)
- Ana Begins, regia di Ben O'Connor (2009)

### Televisione
- Allo! Balham 92-13, regia di Jean-Paul Carrère – film TV (1961)
- La rabouilleuse, regia di François Gir – film TV (1963)
- L'abandon, regia di Léonard Keigel – film TV (1967)
- Allô police – serie TV, 1 episodio (1967)
- Malican padre e figlio (Malican père et fils) – serie TV, 1 episodio (1967)
- Jean de la Tour Miracle – serie TV (1967)
- Les hauts de Hurlevent, regia di Jean-Paul Carrère – film TV (1968)
- La femme-femme, regia di Odette Collet – film TV (1969)
- La quatrième dimension, regia di Henri Spade – film TV (1970)
- À corps perdu, regia di Abder Isker – film TV (1970)
- Die Marquise von B., regia di Franz Peter Wirth – miniserie TV (1970)
- Le temps du rossignol, regia di Abder Isker – film TV (1971)
- La mort des capucines, regia di Agnès Delarive – film TV (1971)
- La tragédie de Vérone, regia di Claude Barma – film TV (1972)
- Die rote Kapelle, regia di Franz Peter Wirth – miniserie TV (1972)
- L'inconnue du vol 141 – serie TV, 6 episodi (1972)
- Les chemins de pierre – serie TV (1972)
- Les dossiers de Me Robineau – serie TV, 1 episodio (1972)
- Le crime de Janet Preston, regia di Jean Pignol – film TV (1973)
- Au théâtre ce soir – serie TV, 2 episodi (1971-1973)
- Un curé de choc – serie TV, 1 episodio (1974)
- À dossiers ouverts – serie TV, 1 episodio (1974)
- Un curé de choc – serie TV, 1 episodio (1974)
- À dossiers ouverts – serie TV, 1 episodio (1974)
- Les douze légionnaires – serie TV, 4 episodi (1976)
- La pêche miraculeuse, regia di Pierre Matteuzzi – miniserie TV (1976)
- Ces beaux messieurs de Bois-Doré, regia di Bernard Borderie – miniserie TV (1976-1977)
- L'affaire Miller, regia di André Flédérick – film TV (1977)
- La nasse, regia di Pierre Matteuzzi – film TV (1978)
- L'inspecteur mène l'enquête – serie TV, 1 episodio (1978)
- Paris-Chamonix, regia di Anne Revel – film TV (1979)
- Les héritiers – serie TV, 1 episodio (1980)
- La fortune des Rougon, regia di Yves-André Hubert – miniserie TV (1980)
- La grande chasse, regia di Jean Sagols – film TV (1980)
- Messieurs les jurés – serie TV, 1 episodio (1980)
- Dieci registi italiani, dieci racconti italiani – serie TV, 1 episodio (1983)
- Dessin sur un trottoir, regia di Maurice Cloche – film TV (1983)
- Elle voulait faire du cinéma, regia di Caroline Huppert – film TV (1983)
- Western di cose nostre, regia di Pino Passalacqua – film TV (1984)
- Nucleo zero, regia di Carlo Lizzani – film TV (1984)
- Le pont des soupirs, regia di Roger Burckhardt – film TV (1985)
- Lo scomparso, regia di Marcello Baldi – film TV (1987)
- La liberté Stéphanie – serie TV (1987)
- Portami la luna, regia di Carlo Cotti – film TV (1987)
- Les enquêtes du commissaire Maigret – serie TV, 2 episodi (1985-1988)
- Shijou no tabibito – serie TV (1989)
- Un bambino in fuga, regia di Mario Caiano – miniserie TV (1990)
- Eurocops – serie TV, 1 episodio (1990)
- La femme des autres, regia di Jean Marboeuf – film TV (1991)
- Un bambino in fuga - Tre anni dopo, regia di Mario Caiano – miniserie TV (1991)
- La florentine, regia di Marion Sarraut – miniserie TV (1991)
- Les hordes, regia di Jean-Claude Missiaen – miniserie TV (1991)
- Le triplé gagnant – serie TV, 1 episodio (1992)
- La soupière, regia di Michel Tréguer – film TV (1992)
- Il cinese (Le chinois), regia di Gérard Marx, Vittorio Sindoni, Roberto Bodegas e Peter Carpentier – miniserie TV (1992)
- D'amour et d'aventure: Une Image de trop, regia di Jean-Claude Missiaen – film TV (1993)
- Les grandes marées, regia di Jean Sagols – miniserie TV (1993)
- Belle Époque, regia di Gavin Millar – miniserie TV (1995)
- Il commissario Cordier (Les Cordier, juge et flic) – serie TV, 1 episodio (2002)

## Doppiatori italiani
- Pino Locchi in Il Cristo proibito, Le armi della vendetta
- Nando Gazzolo in Frou-Frou
- Renato Turi in Cartouche
- Sergio Graziani in Tre passi nel delirio
- Dante Biagioni in Arsenio Lupin